# Declan McKenna
Declan Benedict McKenna (Londra, 24 dicembre 1998) è un cantautore e musicista britannico.
Nel 2015 ha vinto all'Emerging Talent Competition del Glastonbury Festival, come miglior artista emergente. Nel dicembre del 2014 ha pubblicato il suo singolo di debutto autoprodotto, Brazil, una canzone di protesta contro la FIFA e il campionato mondiale di calcio 2014 tenutosi in Brasile. Dopo averlo ripubblicato nell'agosto del 2015, il singolo ha acquisito molta popolarità, arrivando a comparire in varie classifiche musicali, tra cui l'Alt 18 Countdown della stazione radio Alt Nation di Sirius XM Radio (#1 per due settimane), l'Alternative Songs (#16) e la Rock Songs (#41) di Billboard. Il successo della canzone ha attirato l'attenzione di varie importanti etichette discografiche e, nel 2016, McKenna ha firmato con la Columbia Records.
Nel corso del 2016 McKenna ha continuato a scrivere e registrare musica e si è esibito in concerti e festival. Nel luglio del 2017 ha pubblicato il suo album di debutto, What Do You Think About the Car?. L'album è stato anticipato da vari singoli: Paracetamol, Bethlehem, Isombard, The Kids Don't Wanna Come Home e Humongous. Nel 2017 si è esibito in due importati festival musicali statunitensi, il Coachella e il Lollapalooza.

## Biografia

### L'infanzia e il successo conBrazil(1998-2015)
Declan McKenna è nato il 24 dicembre 1998 nel borgo londinese di Enfield, ed è cresciuto a Cheshunt, nell'Hertfordshire, dove ha frequentato la St Mary's Church of England High School. Si è diplomato nell'estate del 2015. In seguito ha studiato letteratura inglese, filosofia ed etica, e sociologia per l'Advanced Level, ma ha interrotto gli studi dopo alcuni mesi con l'inizio della sua carriera musicale.
Nel 2015 McKenna ha partecipato all'Emerging Talent Competition, una competizione tra artisti emergenti del Glastonbury Festival, dalla quale è uscito vincitore. Dopo la sua vittoria, la rivista NME l'ha definito «uno dei nuovi performer più ambiti» nel Regno Unito. Infatti, più di 40 case discografiche hanno cercato di stipulare un contratto con McKenna, il quale ha infine scelto di firmare con la Columbia Records.
Prima del successo del suo singolo di debutto, McKenna ha scritto un numero esteso di canzoni demo. Nel 2014 ha pubblicato sul suo sito web un paio di album di materiale autoprodotto, per poi rimuoverli nell'agosto del 2015. In un'intervista, ha descritto queste canzoni come «non molto buone» e ha dichiarato che stava cercando di imitare Sufjan Stevens usando un software musicale di base.
Nell'agosto del 2015 McKenna ha pubblicato il suo singolo di debutto autoprodotto, intitolato Brazil, che era già stato pubblicato in precedenza sul suo canale YouTube il 2 dicembre 2014. La canzone critica la FIFA, la federazione internazionale di calcio, per aver assegnato il campionato mondiale di calcio al Brasile nel 2014, ignorando l'ampia e profonda povertà che nel frattempo colpiva la popolazione. Il singolo ha valso al cantautore una vasta notorietà, e molti commentatori sportivi hanno visto la canzone come una cronaca dell'emergente scandalo corruzione nella FIFA. Nello stesso anno McKenna è stato intervistato da Sky News per discutere le sue opinioni in merito al rapporto tra il calcio e la povertà. Il 23 gennaio 2016 Brazil ha raggiunto la prima posizione della classifica Alt 18 Countdown della stazione radio Alt Nation di Sirius XM Radio, e ha mantenuto tale posizione la settimana successiva. Tra il maggio e il giugno dello stesso anno, il singolo ha inoltre raggiunto rispettivamente la 12ª, la 16ª e la 41ª posizione delle classifiche Adult Alternative Songs, Alternative Songs e Rock Songs della rivista Billboard.

### I primi EP e l'album di debuttoWhat Do You Think About the Car?(2015-2019)

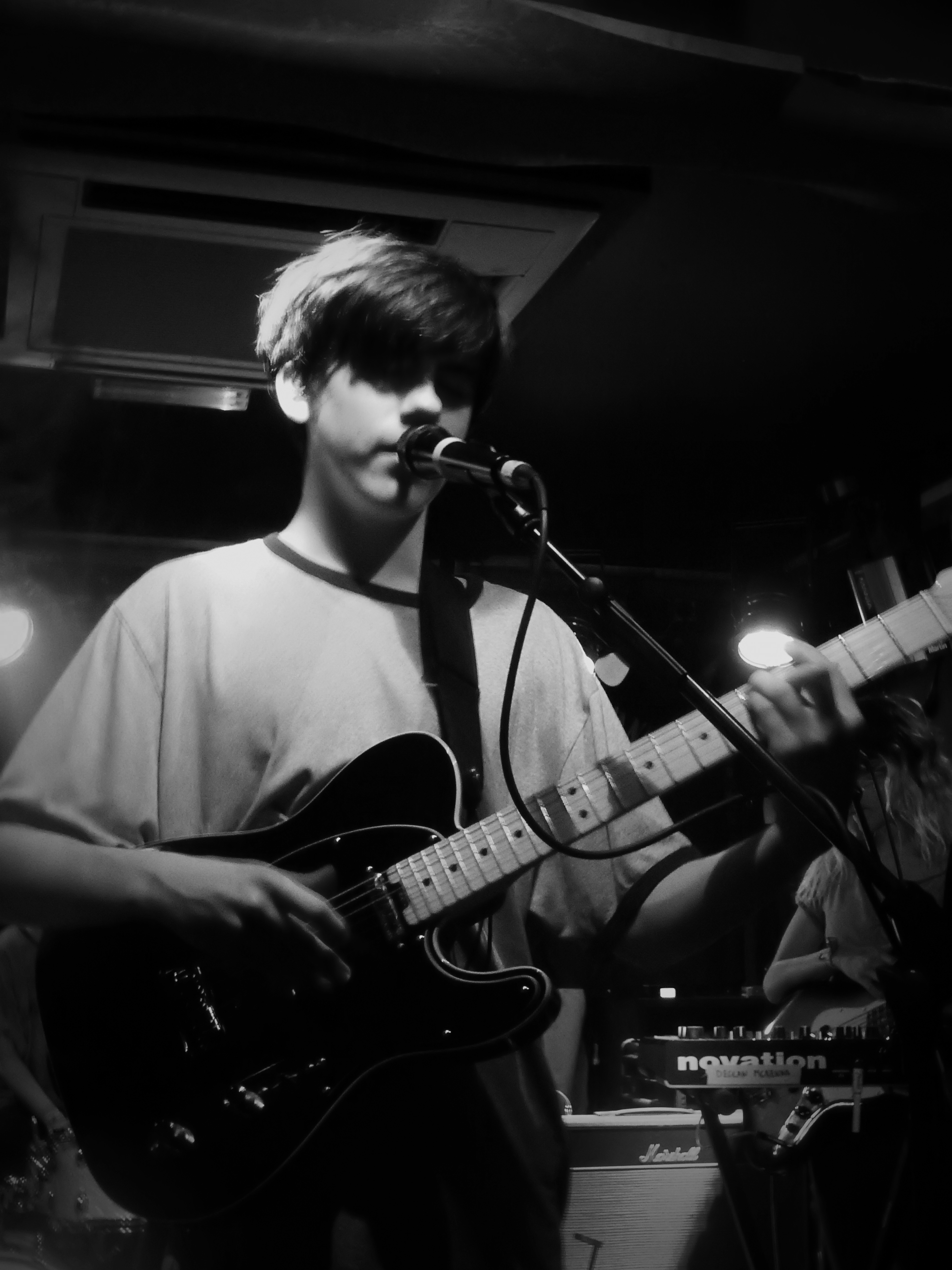
McKenna a Guildford nel 2016.

Nei successivi mesi del 2015, McKenna si è esibito in numerosi festival musicali britannici e irlandesi, tra cui il Somersault Festival nel North Devon, il Boston Big Gig Festival nel Lincolnshire, l'Electric Picnic nella Contea di Laois e il Mirrors Festival a Londra.
Nel novembre del 2015, dopo il successo di Brazil e dei suoi spettacoli, McKenna ha pubblicato il suo secondo singolo autoprodotto, Paracetamol. La canzone tratta la rappresentazione degli adolescenti transgender nei media. In un'intervista, McKenna ha spiegato che la canzone «è ispirata alla storia di un bambino che si è suicidato dopo che i suoi genitori avevano fatto pressione affinché si sottoponesse a una terapia di conversione per transgender; l'idea di usare la parola "paracetamolo" era un modo di paragonare la credenza che qualcuno possa essere curato da sé stesso, a un antidolorifico quotidiano». Matt Wilkinson della rivista NME ha definito Paracetamol il secondo successo di McKenna: nonostante fosse improbabile che passasse in radio o finisse nelle classifiche, secondo Wilkinson la canzone dimostra come McKenna non sia l'ennesimo «cantastorie indie inglese, un po' zotico e con un astuto talento per le melodie mainstream», bensì un cantautore solido ed esperto, in grado di offrire canti «feriti e vulnerabili».
Per buona parte del 2016, McKenna ha scritto canzoni per il suo album di debutto. Nello stesso anno ha pubblicato i singoli Bethlehem, canzone critica verso la religione, e Isombard, che invece tratta dei media di matrice conservatrice. Si è esibito inoltre in vari festival britannici: gli NME Awards, il Live at Leeds, il Great Escape Festival di Brighton & Hove, lo Standon Calling e il Field Day di Londra. L'11 marzo 2016 ha fatto il suo debutto negli Stati Uniti, al Jannus Live di St. Petersburg, in Florida. In seguito si è esibito al South by Southwest di Austin, nel Texas, e al Eurosonic Noorderslag di Groninga, nei Paesi Bassi. Sempre nel 2016, McKenna ha pubblicato due EP, Stains e Liar, con simili tracklist ed entrambi contenenti Brazil e Paracetamol. Alla fine dello stesso anno, il cantautore è comparso nella lista "Sound of 2017" di BBC Music.
Il 21 luglio 2017, dopo la pubblicazione di altri due suoi singoli, The Kids Don't Wanna Come Home e Humongous, è uscito l'album di debutto di McKenna, intitolato What Do You Think About the Car?, prodotto da James Ford e registrato in uno studio a Kensal Green. L'album, composto da cinque nuovi brani oltre i sei singoli precedentemente pubblicati, è stato accolto positivamente dalla critica. Tutte le canzoni sono state scritte unicamente da McKenna, ad eccezione di Listen to Your Friends, scritta insieme a Rostam Batmanglij. Nel 2017 McKenna si è esibito in vari festival, tra cui il Coachella Festival, il Lollapalooza, il Glastonbury Festival e il Reading and Leeds Festival. Nello stesso anno ha vinto il BBC Music Award come artista dell'anno di BBC Introducing, programma radio sui talenti britannici poco conosciuti.

### Il singoloBritish Bombse il secondo albumZeros(2019-in corso)
Nel febbraio del 2019 McKenna ha rivelato di stare lavorando su un nuovo album. Nell'aprile dello stesso anno ha pubblicato un nuovo EP, Regurgitated, contenente le nuove versioni di Brew e Basic, due brani già pubblicati in precedenza nell'EP Stains e nell'edizione giapponese del suo album di debutto. Ad agosto ha invece pubblicato il singolo e il video musicale di British Bombs, una canzone critica nei confronti della politica estera britannica, in particolare sul commercio di armi.
Il 29 gennaio 2020 McKenna ha annunciato che il suo secondo album Zeros uscirà il 15 maggio dello stesso anno, e ha contestualmente pubblicato il primo singolo tratto dallo stesso, intitolato Beautiful Faces. Il 14 aprile 2020 pubblica il secondo singolo di Zeros, The key to Life on Earth. Il giorno successivo pubblica su YouTube il video ufficiale del nuovo singolo, nel quale recita con l'attore inglese Alex Lawther, attore che da anni viene scambiato per McKenna per la loro somiglianza.

## Band e ispirazioni
Anche se McKenna scrive le proprie canzoni e le esegue dal vivo principalmente con la chitarra o la tastiera, per la loro esecuzione nei tour è supportato da una band composta da: Isabel Torres (chitarra), Nathan Cox (basso), William Bishop (tastiera) e Gabrielle Marie King (batteria).
In termini di sviluppo musicale, McKenna ha affermato che gli piacerebbe emulare la carriera di David Bowie. Tra gli altri artisti a cui il cantautore ha dichiarato di ispirarsi vi sono: Jeff Buckley, i Beatles, St. Vincent, Sufjan Stevens, i Vampire Weekend, i Tame Impala, i TV on the Radio, i Kinks e i Blur.

## Vita privata
Consapevole di essere visto come un cantante "politico" o "di protesta", McKenna ha dichiarato di non vedersi come qualcuno che "conduce la conversazione", bensì come una persona che canta di cose che i suoi simili stanno già discutendo. Per i testi e gli argomenti dei suoi lavori iniziali, ha affermato di aver cercato l'ispirazione nella sua vita privata. Avvertendo però la propria vita come tranquilla e priva di eventi rilevanti, ha deciso di affrontare questioni politiche e sociali che sentiva il bisogno di discutere. Per i testi del suo secondo album, tuttavia, McKenna ha dichiarato di poter attingere di più alle proprie vicende personali, grazie alle nuove e molteplici esperienze vissute.
Dal vivo, McKenna si esibisce adottando un'estetica glam rock, che comprende un ampio uso di trucco per gli occhi e di glitter. In un'intervista del 2017 da parte della rivista Attitude, McKenna ha risposto ad alcune domande in merito alla propria sessualità, affermando: «Sono giovane. Sono qui per essere messo alla prova. [...] Al momento sto scoprendo tante cose». In una nuova intervista con Attitude del 2020, torna sul discorso della sua sessualità dicendo: «Per me, non so se la chiamerei fluidità sessuale ultimamente. La potrei chiamare Pansessualità, a seconda di con chi stia parlando. Faccio fatica ad immaginarlo in ogni altro modo».

## Discografia

### Album in studio
- 2017 – What Do You Think About The Car?
- 2020 – Zeros
- 2024 - What Happened to the Beach?

### Album autoprodotti
- 2014 – Tribes
- 2014 – I've Made It Further Than You (No, Not You)

### EP
- 2016 – Stains
- 2016 – Liar
- 2019 – Regurgitated
- 2020 – Zeros (Stripped)
- 2023 - Slipping Through My Fingers
- 2024 - Mulholland’s Dinner and Wine

### Singoli
- 2015 – Brazil
- 2015 – Paracetamol
- 2016 – Bethlehem
- 2016 – Isombard
- 2016 – The Kids Don't Wanna Come Home
- 2017 – Humongous
- 2017 – Why Do You Feel So Down?
- 2018 – Make Me Your Queen
- 2018 – Listen to Your Friends
- 2019 – British Bombs
- 2020 – Beautiful Faces
- 2020 – The Key to Life on Earth
- 2020 – Daniel, You're Still a Child
- 2020 – Be an astronaut
- 2020 – Rapture
- 2023 - Sympathy
- 2023 - Nothing Works
- 2023 - Elevator Hum
- 2024 - Champagne/That’s Life

### Altri brani
- 2019 – In Blue, dall'album Moominvalley (Official Soundtrack) di artisti vari[50]